# Еміль Лашапель
Еміль Лашапель (12 вересня 1905 — лютий 1988) — швейцарський академічний веслувальник.
Олімпійський чемпіон 1924 (розпашні двійки зі стерновим), 1924 (розпашні четвірки зі стерновим) років, учасник 1948 року.
Чемпіон Європи 1922, 1923 років у складі розпашної двійки зі стерновим.